# ملنا دل سور
ملنا دل سور (به اسپانیایی: Melena del Sur) یک منطقهٔ مسکونی در کوبا است که در استان مایابکه واقع شده‌است. ملنا دل سور ۲۳۱٫۸۰ کیلومتر مربع مساحت و ۲۰٬۵۷۱ نفر جمعیت دارد و ۳۰ متر بالاتر از سطح دریا واقع شده‌است.